# Murtaza Bhutto
Mir Ghulam Murtaza Bhutto (* 18. September 1954 in Karatschi; † 20. September 1996 in Karatschi) war ein pakistanischer Politiker und der Anführer der pakistanischen linken militanten Organisation Al-Zulfiquar. Er war der Sohn des früheren pakistanischen Premierministers Zulfikar Ali Bhutto und der Bruder der früheren pakistanischen Premierministerin Benazir Bhutto. Murtaza Bhutto ging 1977 nach der Verhaftung seines Vaters durch das Regime von Zia-ul-Haq in den bewaffneten Widerstand und gründete die linke militante Gruppe Al-Zulfikar, die 1981 ein pakistanisches Passagierflugzeug entführte und damit die Freilassung von Anhängern Bhuttos aus dem Gefängnis erpresste. 1993 kehrte er nach langjährigem Exil nach Pakistan zurück und strebte eine führende Rolle in der Politik an. 1996 wurde Bhutto bei einem Polizeieinsatz erschossen.

## Leben

### Herkunft und Jugend
Murtaza Bhutto war der älteste Sohn von Nusrat Bhutto und Zulfikar Ali Bhutto, der 1973 pakistanischer Premierminister wurde. Er hatte einen Bruder, Shahnawaz, und zwei Schwestern, Benazir, die spätere Politikerin und Premierministerin Pakistans, und Sanam. Murtaza studierte von 1972 bis 1976 an der Harvard University, wo er einen B.A. erwarb und danach an der University of Oxford.

### Exil und Al-Zulfikar
Nach der Verhaftung ihres Vaters Zulfikar Ali Bhutto durch das Militärregime von Zia-ul-Haq im Jahr 1977 kehrten Murtaza Bhutto und sein jüngerer Bruder Shahnawaz auf Wunsch des Vaters nicht nach Pakistan zurück, sondern reisten zunächst nach Beirut, wo sie mit der Unterstützung Jassir Arafats eine militärische Ausbildung in Trainingslagern der Palästinensischen Befreiungsorganisation (PLO) erhielten. Anschließend gingen sie nach Kabul, wo ihnen die Regierung Exil gewährte, und gründeten die linksgerichtete militante Organisation Al-Zulfikar (Das Schwert), der sich hauptsächlich militante Anhänger der Pakistanischen Volkspartei (PPP) von Zulfikar Ali Bhutto anschlossen. 1981 bekannte sich Murtaza Bhutto als Führer von Al-Zulfikar öffentlich zur Ermordung des pakistanischen Politikers Chaudry Zahoor Elahi und zur Entführung eines Passagierflugzeuges von Pakistan International Airlines. Die Boeing 720, die unter der Flugnummer PK-326 auf dem Weg von Karatschi nach Peschawar war, landete nach der Entführung zunächst in Kabul zwischen und flog dann nach Damaskus. Die Entführer forderten von Zia-ul-Haq die Freilassung von über 50 pakistanischen politischen Gefangenen. Nach langen Verhandlungen gab Zia-ul-Haq nach und entließ 54 Gefangene, die nach Syrien ausgeflogen wurden. Eine der Geiseln, ein pakistanischer Diplomat, wurde von den Entführern erschossen. Nach dem Tod seines Bruders Shahnawaz, der 1985 unter ungeklärten Umständen bei einem Aufenthalt in Nizza ums Leben kam, verließ Murtaza Bhutto im selben Jahr Afghanistan und ließ sich mit seiner Tochter Fatima in Damaskus nieder, leitete Al-Zulfikar von dort aus aber weiter. Spätere Aktionen Al-Zulfikars wie die geplante Ermordung von Zia-ul-Haq hatten keinen Erfolg, zudem nahmen interne Konflikte zu, und die Organisation verlor zunehmend an Bedeutung und Stärke.

### Rückkehr nach Pakistan und Konflikt mit Benazir Bhutto
1993 kehrte Bhutto nach 16-jährigem Exil nach Pakistan zurück, wo er bei seiner Ankunft sofort verhaftet und wegen terroristischer Aktivitäten angeklagt wurde. Zu diesem Zeitpunkt war seine Schwester Benazir Bhutto Premierministerin des Landes. 1994 wurde er gegen Kaution aus der Haft entlassen. Murtaza Bhutto hatte 1993 bereits aus dem Exil bei der Parlamentswahl in Pakistan für die PPP kandidiert und einen Sitz im Regionalparlament der Provinz Sindh gewonnen. Nach seiner Rückkehr nach Pakistan strebte Murtaza eine Führungsposition in der PPP an, die ihm seine Schwester Benazir jedoch verwehrte. Damit wurde er endgültig zum politischen Rivalen Benazir Bhuttos und es kam zum offenen Konflikt zwischen Murtaza und Benazir. Er kritisierte mit zunehmender Schärfe ihre Politik sowie den Einfluss ihres Mannes Asif Ali Zardari und gründete links von der PPP eine Splitterpartei, die Pakistan Peoples Party (Shaheed Bhutto), die jedoch wenig Erfolg hatte.

### Tod
Am 20. September 1996 wurde Murtaza Bhutto in der Nähe seines Hauses in Karatschi bei einem Polizeieinsatz erschossen. Schon zuvor gab es weit verbreitete Gerüchte, dass Benazir Bhuttos Ehemann Asif Ali Zardari die Ermordung Murtaza Bhuttos angeordnet habe. Nach dem Tod Murtazas wurde Zardari verhaftet und der Beteiligung an der Ermordung Murtaza Bhuttos angeklagt, 2004 aber gegen Kaution entlassen und 2008 von allen Vorwürfen freigesprochen.

### Privatleben
Murtaza Bhutto heiratete 1980 im Exil in Kabul die Afghanin Fauzia Fasihuddin, 1982 wurde seine Tochter Fatima Bhutto geboren. Sein Bruder Shahnawaz heiratete Fauzias Schwester Rehana Fasihuddin. Nach der Scheidung von Fauzia ließ sich Murtaza 1985 mit seiner Tochter in Syrien nieder. Dort lernte er seine zweite Frau kennen, die Libanesin Ghinwa Itoui, die er 1989 heiratete. Aus dieser Ehe stammt sein 1991 geborener Sohn Zulfikar Ali Bhutto Jr.